# 张尉
张尉（1977年12月2日—），上海人，中国退役男子羽毛球运动员，擅长双打。

## 简历
张尉于1997年入选中国国家羽毛球队，其后长期与张军组成男子双打搭档，出战国际赛事。张尉曾四次随中国队参加苏迪曼杯赛事，夺得三次冠军和一次亚军。2001年苏迪曼杯，张尉和张军的男双搭档在半决赛时，顶住巨大压力于决胜局战胜对手，帮助中国队3:2艰难战胜丹麦队，杀入决赛。中国队亦于其后的决赛中，一鼓作气战胜印尼队，夺得该届赛事的冠军。
2005年，张尉从国家队退役，赴丹麦打球。2009年，张尉返回中国，以教练兼队员身份参加十一运会，但由于执教成绩不理想，他在2010年辞去了教练职务。张尉现活跃于业余羽毛球界。

## 主要比賽成績
只列出曾進入準決賽的國際賽事成績：
| 年份   | 賽事                   | 項目     | 拍檔 | 成績   |
| ------ | ---------------------- | -------- | ---- | ------ |
| 2001年 | 世界羽毛球大獎賽總決賽 | 混合雙打 | 張軍 | 準決賽 |